# Peter Jerndorff-Jessen den yngre
 Der er for få eller ingen kildehenvisninger i denne artikel, hvilket er et problem. Du kan hjælpe ved at angive troværdige kilder til de påstande, som fremføres i artiklen.

Peter Jerndorff-Jessen junior (18. august 1900 – 17. juni 1993) var en dansk journalist, forfatter, oversætter, søn af skolemanden og oversætteren Peter Jerndorff-Jessen den ældre. Først og fremmest var Peter Jerndorff-Jessen junior kendt som en dansk nazist, der i en årrække arbejdede for Fædrelandet, en nazistisk avis og organ for Danmarks Nationalsocialistiske Arbejderparti, DNSAP. Han var sammen med sin kone Ingrid avisens Berlin-korrespondent 1940-42 og herefter korrespondent i København for det nazi-kontrollerede norske dagblad Aftenposten og nyhedstjenesten Norsk Telegrambyrå, NTB.
Peter Jerndorff-Jessen voksede op i et borgerligt hjem på Frederiksberg, blev student fra Schneekloths Skole i 1918, var huslærer på godset Overgård ved Mariager Fjord 1918-20, emigrerede derefter til Argentina, men vendte efter rejse- og arbejdsår tilbage til Danmark i 1925. Hans studerede engelsk på Københavns Universitet og idræt på Statens Gymnastikinstitut (som i 1941 blev omdøbt til Danmarks Højskole for Legemsøvelser), og blev fra 1930 i nogle år tilknyttet Østerbro Svømmehal, inden han til midten af 1930'erne virkede som svømmelærer, dels på Ollerup Gymnastikhøjskole, dels på den daværende Silkeborg Idrætshøjskole
Peter Jerndorff-Jessen begyndte som 14-årig at levere reportager til en af sin fars bekendte, der var sportsjournalist på Socialdemokraten og ikke selv kunne nå at se alle relevante fodboldkampe på Frederiksberg. Disse tidlige erfaringer ledte frem til hans arbejde med sports-, ungdoms- og spejderjournalistisk fra slutningen af 1920'erne.  
Den 5. juni 1932 sejlede han i sin énmandskajak Viking fra Hellerup Havn syd om Sjælland, forbi Langeland og Als og fortsatte gennem Kielerkanalen og de hollandske, belgiske og franske floder og kanaler til Middelhavet og ankom efter mere end 3.000 kilometers sejlads til Nice den 23. oktober. Undervejs skrev han artikler til flere danske aviser - og sluttede rejsen med at interviewe Charmian London, som han i 1921 havde mødt på gården i Månedalen - fem år efter hendes mand Jack Londons død. Hans dagbog fra turen er delvis bevaret og dannede grundlag for en lille bog, 3000 Kilometer i Kajak. Med Viking gennem Europa (Dansk Børneblads Smaaskrifter nr. 37, Konrad Jørgensens Bogtrykkeri, Kolding 1938). 
Rejsebrevene fra kajakturen og hans efterfølgende foredrags- og lysbilledturné gav Jerndorff-Jessen en vis berømmelse og blev derved startskuddet til hans publicistkarriere, og de følgende år udgav han sine første romaner Skatten på Kraterøen og Kondorens Hævn på Drengebladets Forlag i 1933-34. Drengebladet var i 1932 blevet startet af Jerndorff-Jessens ven og kollega, Flemmingbøgernes forfatter Gunnar Jørgensen, og op gennem 1930'erne skrev Jerndorff-Jessen et stort antal artikler, beretninger og noveller til dette dengang meget populære blad, der i perioder udkom en gang om ugen. I årene op til anden verdenskrig kom der en ny Jerndorff-Jessen-roman næsten hvert år, og en del af dem blev oversat til blandt andet norsk, tysk, tjekkisk og ungarsk.  
Efter otte måneder i Taormina 1938-39 var han i sommeren 1939 med sin kone på rundrejse i England. I slutningen af august blev han af venner i Foreign Office advaret mod at blive i London, og parret nåede hjem over Harwich-Esbjerg én af de sidste dage i august. I fortvivlelse over selvcensuren i den danske presse startede Jerndorff-Jessen sit Anglo-Skandinavisk Presseagentur med nyhedsbreve med stof fra de store europæiske og amerikanske aviser - med fokus på Danmarks risiko for at blive inddraget i krigen. Han var en overbevist nazist og i marts 1940 tiltrådte han sammen med sin kone en stilling som aviskorrespondent i Berlin for Fædrelandet, det danske nazipartis organ, hvor han arbejdede til efteråret 1942. Hans artikler var stærkt anti-semitiske og fungerede som ren propaganda for Hitler-Tyskland.
I sensommeren 1942 blev Peter Jerndorff-Jensen korrespondent i København for det nazi-kontrollerede norske dagblad Aftenposten og senere for telegrambureauet Norsk Telegrambyrå, NTB. Han fortsatte sin nazistiske agitation og hævede f.eks. i et foredrag i det Norsk-tyske Selskab, at Danmark og Norge den 9. april 1940 af tyskerne blev beskyttet mod et engelsk overfald.
Fra begyndelsen af 1950'erne begyndte han at arbejde som rejseleder, først på busrejser til Harzen, Italien og Spanien (han talte flydende engelsk, tysk, fransk og spansk og kunne klare sig på italiensk), fra 1956 (hvor charterturismen slog igennem) som udstationeret rejseleder på Mallorca for Jørgensens Rejsebureau.
Fra 1965 var han dels højskolelærer på en pensionisthøjskole i Palma de Mallorca, dels flittig oversætter af engelsk litteratur. Han flyttede hjem til Danmark i 1970 og udgav i 1984 efter mange års arbejde Cyrano de Bergerac - historiens, legendens og Rostands Cyrano de Bergerac - en kulturhistorisk og litterær biografi om den berømte 1600-tals franske digter og musketér (1619-1655). Bogen blev udgivet på Hernovs Forlag med støtte fra Statens Humanistiske Forskningsråd og Velux Fonden.
Jerndorff-Jessen blev i 1936 gift med Ingrid Margrethe Okkels, med hvem han fik tre børn. Ingrid Okkels skrev tre såkaldte ungpigeromaner i slutningen af 1930'erne: Under Spaniens Sol i 1937; Milla paa Madeira i 1938, og Helga paa Sireneøen i 1939, alle på Jespersen og Pios Forlag. De tre bøger trak indholdsmæssigt på parrets mange og lange udlandsophold frem til udbruddet af anden verdenskrig og er rigt illustreret med Jerndorff-Jessens egne fotografier.

## Forfatterskab[4]

### Skønlitteratur
- Skatten paa Kraterøen, Drengebladets Forlag, 1933
- Kondorens Hævn, Drengebladets Forlag, 1933
- Nordstjernen, Hasselbalchs Forlag, 1934
- Mayafolkets Gaade, Hasselbalchs Forlag, 1935
- Mexicos Vovehals, Hasselbalchs Forlag, 1936 (fortsættelse af Nordstjernen)
- Unge Pionerer, Hasselbalchs Forlag, 1937
- Oprørets Helte, Hasselbalchs Forlag, 1938
- Slettens Erobring, Gyldendal, 1940
- Carl som cowboy, Ungdommens Forlag, 1956
- Tordenbjerget, Fremads Forlag, 1956
- Incaskatten, Martins Forlag, 1960
- Claus som cowboy, Vintens Forlag, 1970 - lettere omskrevet udgave af Carl som cowboy fra 1956
- Claus i Texas, Vintens Forlag, 1970
- Cyrano de Bergerac, Hernovs Forlag, 1984 (udgivet med støtte fra Statens Humanistiske Forskningsråd og Velux Fonden)

### Oversættelser
Nordstjernen blev i 1936 oversat til norsk og i 1938 til tysk under titlen Fred wird Cowboy (Herold Verlag), med nye oplag 1941, 1947 og 1951.
Mexicos Vovehals blev i 1936 udgivet på tjekkisk under titlen Severní hvězda, Román z argentinských pamp på forlaget Toužimský a Moravec, Prag.
Oprørets Helte blev i 1940 af Herold Verlag udgivet under titlen Aufstand in Mataragua - Abendteuerliche Erzählung aus Mittelamerika.
Slettens Erobring udkom i 1944 i en norsk udgave: Pampaens erobring.

### Erindringer
Jerndorff-Jessen har skrevet to bind erindringer: Erindringer I, 1903-1920 og Erindringer II, Mit argentinske eventyr. Begge er upublicerede, men tilgængelige på Nationalmuseets Etnologiske Undersøgelser.

### Faglitteratur
Moderne Svømning, København 1930